# Prunus hypoxantha
Prunus hypoxantha är en rosväxtart som först beskrevs av Emil Bernhard Koehne, och fick sitt nu gällande namn av Jun Wen. Prunus hypoxantha ingår i släktet prunusar, och familjen rosväxter. Inga underarter finns listade i Catalogue of Life.